# ميغيل دي لوس سانتوس ألفاريز
ميغيل دي لوس سانتوس ألفاريز (بالإسبانية: Miguel de los Santos Álvarez)‏ هو دبلوماسي وكاتب إسباني، ولد في 5 يوليو 1817 في بلد الوليد في إسبانيا، وتوفي في 1892 في مدريد في إسبانيا.